# Георг Генрих фон Герц
Георг Генріх фон Герц, барон фон Шлітц (нім. Georg Heinrich von Görtz, швед. Georg Henrik von Görtz; 1688 — 19 лютого 1719) — шведський державний діяч німецького походження.

## Життєпис
Народився в 1668 році в сім'ї капітана Філіпа Фрідріха фон Герца.
Користуючись довірою Карла XII, ініціював випуск великої кількості грошей з примусовим курсом (nödmynt) для покриття видатків на Північну війну.
Після смерті в 1718 році Карла XII був заарештований, засуджений 11 лютого 1719 року до смертної кари і страчений 19 лютого.